# Marineska

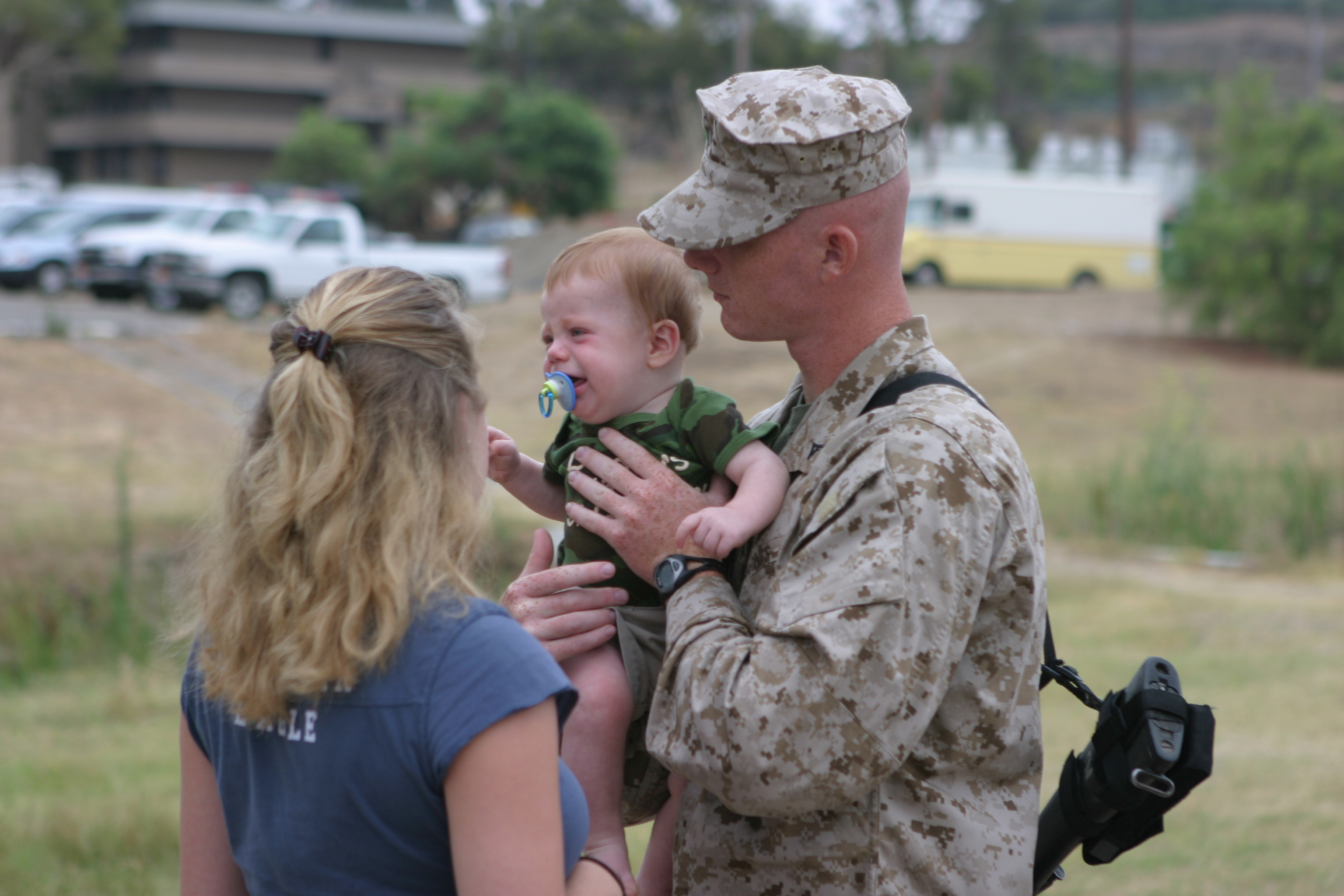
Żołnierz USMC w marinesce

Marineska (utility cover) – tradycyjne nakrycie głowy żołnierzy marines. Noszone także przez marynarzy US Navy (aktualnie do umundurowania Navy Working Uniform). Cechą charakterystyczną jest ośmiokątny wierzch.
Pierwsze marineski wprowadzono do służby w roku 1943, jako nakrycie głowy do umundurowania HBT Uniform. Wykonane był z takiego samego materiału jak mundur. W roku 1958 wprowadzono do użycia nowszą wersję – wykonaną z oliwkowej bawełny. Nowa marineska przeznaczona była do użycia z mundurem Utility Uniform. Wraz z wprowadzeniem nowych kamuflaży: M81 Woodland, 6 Color Desert Pattern i 3 Color Desert Pattern wprowadzono także marineski z tkaniny w tym kamuflażu. Noszono je wraz z umunurowaniem BDU.
Od roku 2002 (wprowadzenie nowych mundurów Marine Corps Combat Utility Uniform) marines noszą swoje tradycyjne nakrycia głowy w kamuflażach Marpat Woodland oraz Marpat Desert.
Marineski żołnierzy USMC z przodu posiadają nadruk – Godło USMC. Marineski US Navy posiadają w tym miejscu naszyte oznaczenie stopnia.